# مانو بهاکر
مانو بهاکر (هندی: मनु भाकर؛ زادهٔ ۱۸ فوریه ۲۰۰۲) ورزشکار رشته تیراندازی با تفنگ بادی اهل هند است. او نماینده هند در جام جهانی تیراندازی ۲۰۱۸ بود و دو مدال طلا گرفت. وی جوان‌ترین هندی است که در جام جهانی ISSF موفق به کسب مدال طلا شده است.
وی در مسابقات کشوری و بین‌المللی در مجموع برندهٔ ۱۸ مدال طلا، ۴ مدال نقره شده است.